# Hans Stuck
Hans Erich Karl Josef Stuck (Varsavia, 27 dicembre 1900 – Grainau, 9 febbraio 1978) è stato un pilota automobilistico tedesco naturalizzato austriaco.
Nonostante i suoi molti successi nei Gran Premi di automobilismo, con la Auto Union all'epoca delle "Frecce d'argento", è conosciuto principalmente per il suo dominio nelle corse in salita che gli valse il nomignolo di "Bergkönig" (re delle montagne).

## Biografia

### I primi anni
Stuck nacque a Varsavia nel 1900, anche se c'è una certa incertezza sull'anno preciso di nascita che alcuni sostengono essere stato il 1890 o il 1895. I suoi genitori erano di origini svizzere, ma si erano trasferiti in Germania prima della sua nascita.
Fu richiamato alle armi nel 1917 per la prima guerra mondiale. Nel 1918 suo fratello maggiore Walter rimase ucciso col suo ufficiale comandante; Stuck ebbe modo di incontrare così la sorella dell'ufficiale, Ellen Hahndorff, che sposò nel 1922. Dopo alcuni anni la professione di pilota contribuì al loro divorzio.

### Tra le due guerre
Nel 1922 Stuck iniziò la sua carriera di pilota con piccole corse la mattina presto per portare il latte dalla sua fattoria a Monaco, poco dopo il suo primo matrimonio. Ciò lo condusse ad iniziare le gare in salita. Vinse la sua prima gara a Baden-Baden nel 1923. Pochi anni dopo, dopo una stagione come privato per la Austro-Daimler, divenne suo pilota ufficiale nel 1927 ben figurando nelle gare in salita e facendo la sua prima apparizione su pista nel Gran Premio di Germania dello stesso anno. Nel 1931 la Austro-Daimler abbandonò le corse e Stuck passò alla Mercedes-Benz, auto con la quale continuò ad eccellere.
Sempre nel 1931 incontrò la tennista Paula von Reznicek e la sposò nell'anno successivo. Il fatto che lei avesse un nonno ebreo causò a Stuck dei problemi con l'ascesa del nazismo, ma la sua personale relazione con Adolf Hitler, che aveva conosciuto durante una battuta di caccia nel 1925, gli risparmiò guai più seri. Nel 1933 questa amicizia lo portò al coinvolgimento con Ferdinand Porsche nei piani di Hitler per fare di Auto Union la rappresentante ufficiale della Germania nelle corse automobilistiche. Con la sua esperienza nelle corse attraverso i passi montani delle Alpi che aveva conseguito negli anni venti, Stuck divenne virtualmente imbattibile al volante delle Auto Union disegnate da Porsche. Il motore posteriore forniva una trazione superiore rispetto ai motori anteriori montati sulle auto di quel tempo; in tal modo i più di 500 CV potevano essere trasformati in velocità anche sulle strade non asfaltate. Nelle corse su pista, le nuove auto erano difficili da guidare per il disegno delle sospensioni posteriori indipendenti adottato inizialmente da Porsche (all'avanguardia per quel periodo, anche se oggi superate).
La sua carriera con Auto Union fu piena di successi. Nel 1934 vinse i Gran Premi di Germania, di Svizzera e di Cecoslovacchia, finendo al secondo posto in quello d'Italia e in quello Eifel, oltre a numerose vittorie in gare di velocità in salita che gli valsero il titolo di Campione europeo di montagna, il primo dei tre che avrebbe vinto in totale in carriera.
Nel 1935 vinse il Gran premio d'Italia e giunse secondo in quello di Germania, continuò inoltre la serie di vittorie in salita e collezionò il secondo Campionato europeo di montagna. Nel 1936 si piazzò secondo nel Gran Premio di Tripoli ed in quello di Germania, arrivando secondo nel campionato di montagna; dopo che Stuck venne fermato dagli infortuni in seguito ad alcuni incidenti, il titolo andò al compagno di squadra Bernd Rosemeyer. Nel 1937 Stuck ottenne solo due secondi posti nei gran premi di Rio de Janeiro e del Belgio.
Il 1938 segnò la separazione tra Stuck e la Auto Union. Le fonti sono discordanti: alcune ipotizzano un licenziamento, altre un abbandono spontaneo del pilota. Dopo una serie di incidenti occorsi ad altri piloti o dopo pressioni da parte del governo tedesco (anche qui le fonti sono contrastanti) fu ingaggiato di nuovo e diede prova di sé vincendo il suo terzo Campionato europeo di montagna, il suo ultimo successo prima della seconda guerra mondiale.

### Dopo la seconda guerra mondiale
Nel 1939 aveva conosciuto Christa Thielmann, a quel tempo fidanzata col fratello minore della moglie. Stuck e Paula divorziarono nel 1948 e, nello stesso anno, egli sposò Christa. Da lei ebbe nel 1951 il figlio Hans-Joachim che diventerà anch'egli pilota.
Dopo la guerra, sebbene i piloti tedeschi vennero banditi dalle competizioni fino al 1950, Stuck riuscì a gareggiare immediatamente, avendo ottenuto la cittadinanza austriaca. La conoscenza di Alex von Falkenhausen lo portò a correre per la sua squadra in Formula 2, anche se con scarso successo.
Guidò nel 1953 una Porsche 550 Spyder sempre senza successo. Più fruttuoso fu il connubio con la BMW iniziata nel 1957, sebbene la prima gara in salita (disputata su una BMW 507) non portò buoni risultati. Il cambio dell'auto con una BMW 700 si dimostrò efficace e, all'età di 60 anni, Stuck divenne campione tedesco di corse in salita per l'ultima volta. Decise quindi di chiudere in bellezza la sua carriera di pilota con quest'ultima vittoria.
Divenne istruttore al Nürburgring e lì insegnò al figlio i segreti del circuito.
Stuck si spense nel 1978 e venne sepolto nel cimitero di Grainau, in Baviera.

## Risultati

### Risultati nel Campionato europeo di automobilismo
| 1932    | Scuderia      | Vettura            | ITA | FRA | GER |     |     |     |     | Punti | Posizione |
| ------- | ------------- | ------------------ | --- | --- | --- | --- | --- | --- | --- | ----- | --------- |
| 1932    | Wilhelm Merck | Mercedes-Benz SSKL |     |     | NP  |     |     |     |     | 0     | -         |
| 1935    | Scuderia      | Vettura            | MON | FRA | BEL | GER | SVI | ITA | SPA | Punti | Posizione |
| 1935    | Auto Union    | Auto Union B       |     | Rit |     | 2   | 11  | 1   | Rit | 36    | 5º        |
| 1936    | Scuderia      | Vettura            | MON | GER | SVI | ITA |     |     |     | Punti | Posizione |
| 1936    | Auto Union    | Auto Union C       | 3   | 2   | 3   | Rit |     |     |     | 15    | 2º        |
| 1937    | Scuderia      | Vettura            | BEL | GER | MON | SVI | ITA |     |     | Punti | Posizione |
| 1937    | Auto Union    | Auto Union C       | 2   | Rit | 4   | 4   | 9   |     |     | 20    | 5º        |
| 1938    | Scuderia      | Vettura            | FRA | GER | SVI | ITA |     |     |     | Punti | Posizione |
| 1938    | Auto Union    | Auto Union D       |     | 3   | 4   | Rit |     |     |     | 20    | 5º        |
| 1939    | Scuderia      | Vettura            | BEL | FRA | GER | SUI |     |     |     | Punti | Posizione |
| 1939    | Auto Union    | Auto Union D       |     | 6   | Rit | 10  |     |     |     | 23    | 9º        |
| Legenda |               |                    |     |     |     |     |     |     |     |       |           |

### Risultati nei Gran Premi di automobilismo
| 1934    | Scuderia   | Vettura      | MON | FRA | GER | BEL | ITA | SPA | Posizione |
| ------- | ---------- | ------------ | --- | --- | --- | --- | --- | --- | --------- |
| 1934    | Auto Union | Auto Union A |     | Rit | 1   |     | 2   | 4   | 4º        |
| Legenda |            |              |     |     |     |     |     |     |           |

### Risultati in Formula 1
| 1951 | Scuderia | Vettura |  |  |  |  |  |  |    |  |  | Punti | Pos. |
| ---- | -------- | ------- |  |  |  |  |  |  | -- |  |  | ----- | ---- |
| 1951 | BRM      | BRM P15 |  |  |  |  |  |  | NP |  |  | 0     |      |

| 1952 | Scuderia           | Vettura           |     |  |  |  |  |  |  |    |  | Punti | Pos. |
| ---- | ------------------ | ----------------- | --- |  |  |  |  |  |  | -- |  | ----- | ---- |
| 1952 | AFM Ecurie Espadon | AFM 4 Ferrari 212 | Rit |  |  |  |  |  |  | NQ |  | 0     |      |

| 1953 | Scuderia       | Vettura |  |  |  |  |  |  |     |  |    | Punti | Pos. |
| ---- | -------------- | ------- |  |  |  |  |  |  | --- |  | -- | ----- | ---- |
| 1953 | Pilota privato | AFM 6   |  |  |  |  |  |  | Rit |  | 14 | 0     |      |

| Legenda | 1º posto     | 2º posto | 3º posto    | A punti         | Senza punti/Non class.  | Grassetto – Pole position Corsivo – Giro più veloce |
| Legenda | Squalificato | Ritirato | Non partito | Non qualificato | Solo prove/Terzo pilota | Grassetto – Pole position Corsivo – Giro più veloce |